# Риваллон ап Уриен
Риваллон (VI век) — третий сын правителя Регеда Уриена. Вместе с отцом участвовал в войне против англосаксов Берниции и Дейры в 580-х годах. Возможно, умер во время осады Линдисфарна.